# Tres Cruces Uno
Tres Cruces Uno är en ort i Mexiko.   Den ligger i kommunen Zozocolco de Hidalgo och delstaten Veracruz, i den sydöstra delen av landet, 180 km öster om huvudstaden Mexico City. Tres Cruces Uno ligger 145 meter över havet och antalet invånare är 445.
Terrängen runt Tres Cruces Uno är kuperad åt sydväst, men åt nordost är den platt. Runt Tres Cruces Uno är det tätbefolkat, med 356 invånare per kvadratkilometer. Närmaste större samhälle är Olintla, 14,6 km sydväst om Tres Cruces Uno. Omgivningarna runt Tres Cruces Uno är en mosaik av jordbruksmark och naturlig växtlighet.